# イレズミニザ
イレズミニザ （学名：Acanthurus maculiceps、英名：White-freckled surgeonfish）は、スズキ目ニザダイ亜目ニザダイ科に属する魚。

## 分布
東インド洋からギルバート諸島に生息する。日本では伊豆半島以南の太平洋沿岸、琉球列島に生息する。

## 生態
体長は25cm程度。頭部に多数の橙色斑があり、鰓の近くに暗色斑が、胸鰭に黄色斑があるのが特徴である。大きく成長すると前頭部が膨出する。浅いサンゴ礁や岩礁に生息する。